# پارک ایالتی بابلر

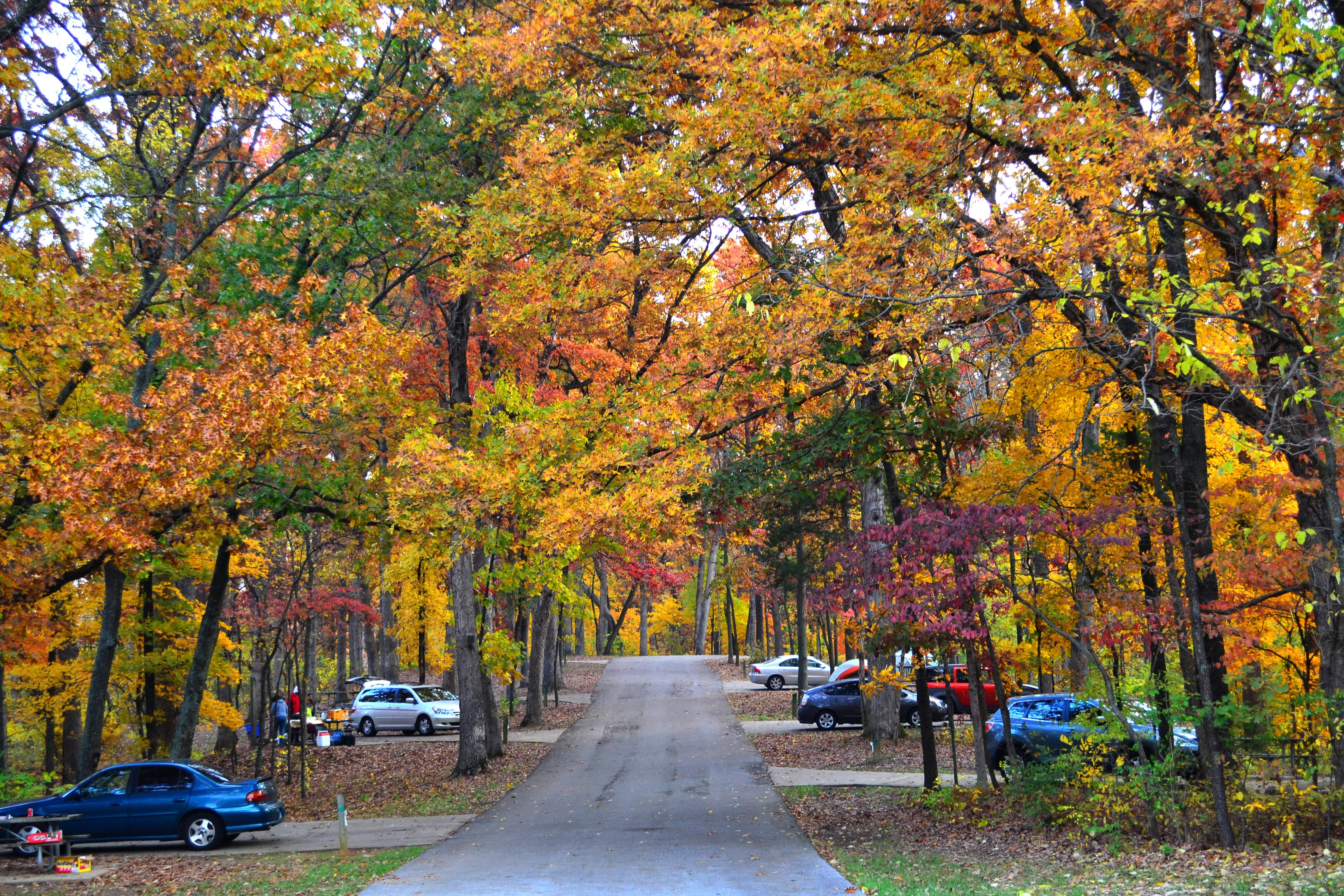

پارک ایالتی بابلر (به انگلیسی: Babler State Park) پارکی طبیعی در ایالت میزوری واقع شده است.
این پارک که ۱۰ کیلومتر مربع وسعت دارد، در سال ۱۹۳۷ تأسیس گشت.